# 苗木遠山氏
苗木遠山氏（なえぎとおやまし）は、利仁流加藤氏一門美濃遠山氏の一派。
鎌倉時代の初期に遠山景朝の長男の遠山景村が美濃国恵那郡の木曽川以北に進出したのが始まりで版籍奉還まで、ほぼ同じ地域（恵那郡の木曽川以北と加茂郡東部)を支配した数少ない武家である。
植苗木の広恵寺城、後に高森の苗木城を本拠地とした。江戸幕府が成立すると譜代大名の苗木藩主となり、明治2年（1869年）版籍奉還後には知藩事となり、明治4年（1871年）の廃藩置県後は華族となり東京の華族邸へ移住。明治17年（1884年）7月7日、華族授爵ノ詔勅により、子爵となった。

## 歴史
文治元年（1185年）に鎌倉幕府御家人の加藤景廉が遠山荘の地頭となり、子の遠山景朝は地名をとって遠山氏に改姓し初代となった。
その後、遠山氏は、本家の岩村遠山氏以外にも恵那郡各地に分家し、居城ごとに分かれて「遠山七頭」（岩村・苗木・明知・串原・明照・安木・飯羽間）と呼ばれた。
- 仁治2年（1241年）、遠山氏初代の遠山景朝の子の遠山景村が、遠山荘の木曽川以北の所領を所領とするために、木曽川南岸の西山戸から北岸の那木に進出。
- 13世紀後半、岩村遠山氏の遠山景光の次男の遠山光高が苗木遠山氏の当主となる。[1]
- 元弘年間（1331年～1334年）遠山一雲入道・遠山景長親子が、高森山（現在の中津川市苗木町）に砦を築く[2]。
- 元弘～建武年間（1334年～1336年）の頃、遠山景利が恵那郡福岡村植苗木に広恵寺城を築き宗良親王を迎える[3]。
- 正平5年（1350年）遠山景信が、植苗木に廣恵寺を開基。[1]
- 正平15年（1360年）美濃守護の土岐頼康が仁木義長と土岐東池田氏を攻めた際に広恵寺城主の遠山景信も従ったが正平16年（1361年）12月8日に京都で仁木義長と戦った際に土岐氏の長山頼基に討たれた[4]。
- 応永10年（1403年）遠山景直が、長山頼基の子の長山光景を養子に取り後継とした。
- 応永24年（1417年）苗木郷 室住村の遠山正景が、遠山氏再興祈念に、大般若経600巻を十二所権現(後に坂下村の西方寺)に奉納。[1]
- 文明5年（1473年）10月、足利義政の命によりと木曽谷から木曾家豊、伊那谷から小笠原家長が東濃に侵攻した[5]。その後数十年間、苗木遠山氏は木曾氏と小笠原氏の傘下に置かれた。
- 永正7年（1510年）8月21日、遠山景正が所領の争いにより飛騨国にて姉小路済継と戦い流矢により討死した。
- 大永4年（1524年）3月に小笠原定基の代官高柴景長が、苗木城下の神明神社の造営を行う。
- 大永6年（1526年）に遠山昌利（一雲入道）が植苗木から高森山に館を移す[6]。
- 天文3年（1534年）、松尾小笠原氏の本拠松尾城が陥落、小笠原定基が甲斐の武田氏のもとに逃れ遠山氏は大部分の旧領を回復したものの、下条時氏に恵那郡の落合村と湯舟澤村を占領された。
- 天文8年（1539年）6月27日に遠山昌利の妻が70歳で亡くなり、7月1日に葬儀が行われ大圓寺の明叔慶浚が導師をつとめた。
- 天文21年（1552年）岩村遠山氏から苗木遠山氏へ養子に入っていた遠山武景が京都見物から帰る際に近江から鈴鹿山脈を越えて伊勢湾を尾張へ渡る舟に乗船中に盗賊の船に襲われて殺害されたため、弟の遠山直廉が苗木遠山氏を嗣ぐこととなり、高森山砦を拡張し苗木城主となり、恵那郡北部と加茂郡東部を領有した。
- 天文年間（1532年～1555年）に遠山正廉（直廉同一人物説有り）が高森山の館を拡張し苗木城を築く[7]
- 天文24年（1555年）、木曾氏が甲斐の武田氏の傘下に入ったため、同時期に苗木遠山氏も武田氏の傘下に入ったとみられる。
- 永禄3年（1560年）5月、苗木勘太郎(遠山直廉同一人物説有り）が織田氏との誼で桶狭間の戦いに出陣する[8]。

苗木勘太郎は尾張国を統一した織田信長の妹（苗木勘太郎室）を娶った。
- 永禄8年（1565年）苗木勘太郎の娘の龍勝院が織田信長の養女となった後に武田勝頼（武田信玄の四男）に嫁ぐ[9]。
- 永禄10年11月1日（1567年）12月11日、苗木勘太郎の娘の龍勝院が武田氏最後の当主武田信勝を出産する。
- 永禄11年（1568年）遠山直廉が武田信玄からの命により駿河侵攻に参加した。
- 永禄12年（1569年）信玄より三木自綱の弟で、武田氏から離反した三木次郎右衛門尉を攻めるように命じられ飛騨国益田郡に侵攻し大威徳寺の戦いにて大威徳寺を焼いたが矢傷を受けて苗木城に戻った。また同年廣恵寺からの求めに応じて禁制を下している[10]。
- 永禄12年（1569年）6月に菩提寺の廣恵寺からの求めに応じて下した禁制の内容は以下のとおりである。
  - 一、山林竹木伐取り、牛馬放し飼い不可の事
  - 一、寺方に背く悪僧、当役為る者成敗有る可く、万一腕力及ばすは此方へ申し付く可き事
  - 一、寺家門前は諸役以下一切免除の事
  - 右旨、違背の輩に於いては、罪科に処す可き者也、件の如し
  - 永禄拾二己巳稔六月　日　直廉
  - 高札　広恵寺禁制　中津川市史〔史料編25〕（永禄12年）遠山氏所蔵
- 永禄12年（1569年）6月18日に、三木氏との戦で受けた矢傷がもとで、苗木城で没した。

直廉には男子がなく苗木遠山氏は再び断絶したので、信長は飯羽間遠山氏の遠山友勝を苗木城主にして嗣がせた。
- 元亀元年（1570年）12月28日、上村合戦にて遠山友勝（苗木勘太郎）・明知遠山景行・串原右馬介経景・小里内記らが、武田家臣の秋山虎繁と戦い敗れる[12]。
- 元亀2年9月12日（1571年9月30日）の比叡山焼き討ちにおいて遠山友忠は織田信長に従い参戦した。『信長公記』では苗木久兵衛の名で登場するが、『遠山譜』では明照遠山久兵衛として記載されている。
- 元亀3年（1572年）10月3日、武田氏が岩村遠山氏の岩村城を包囲し開城させる（岩村城の戦い）。その後遠山氏の領内の寺院を悉く焼討した。
- 元亀4年(天正元年)（1573年）8月、遠山友忠が木曾を攻めようとしたが、川上平左衛門が夜陰に紛れて苗木遠山勢を攻めて首級62を獲た[13]。木曾義昌は河折籠屋を攻め落とし、苗木を攻めた[14]。この功により川上平左衛門は、木曾義康より感状と坂下村500貫を与えられた。[15]。
- 天正2年（1574年）2月、武田勝頼が東美濃に侵攻し、先ず高山城、苗木城を落とし、更に支城16箇所を全て落とした[16]。
- 天正3年（1575年）、織田信忠が岩村城を落とし、東濃諸城を奪還する[17]。
- 天正10年（1582年）6月21日本能寺の変で森蘭丸が討死したため、羽柴秀吉についた森長可は、岩村城に各務兵庫を城代としてまた信濃に居た森長可が撤退する時に、遠山友忠が千旦林で暗殺を企てていたが、息子の木曾義利を人質を取られていた木曾義昌から手を出さぬようにと懇願された事で結局は手出しはせず、森軍は無事に可児郡の兼山城へ辿りつき、その後加茂郡と郡上郡を制圧した。また木曾義昌の稚子の愛若が坂下村の西方寺に侵入し、大般若経600巻と涅槃像を奪い、木曽須原の定勝寺に納めた。
- 天正11年（1583年）兼山城主の森長可再び苗木地方を攻め苗木城が落城。城に残った遠山兵は城を枕に悉く討死した。遠山友忠・遠山友政父子は、浜松へ移り徳川家康の麾下に入った。
- 天正13年（1585年）徳川家康が下条康長（牛千代）に対し、天文年間から下条氏が占領していた落合村を遠山久兵衛（友政）に引き渡すように書状を送り命じた。
- 慶長4年（1599年）森氏は信濃川中島に移封される。川尻直次が苗木城主となり、城代の関治兵衛が城を守る。
- 慶長5年（1600年）遠山友政は徳川家康の命を受け苗木城を攻略奪回し、徳川家康から苗木領を安堵され、後に苗木藩が成立する。
- 元和元年（1615年）裏木曽と呼ばれる付知・川上・加子母の三か村は良材を産するので、幕府が直轄地にして苗木遠山氏に預けていたが、尾張藩領に移管した。尾張藩は三か村に代官を置いて管理した。
- 寛文4年（1664年）10月6日、家老の遠山太左衛門は、やはり家老で従弟の遠山勘兵衛（初代勘兵衛の孫、300石）宅を訪れ、斬合いとなり、太左衛門は勘兵衛を斬殺したが、自分もその場で勘兵衛の家士の者に討たれた。 このため、重臣遠山両家共が断絶となり、苗木藩で遠山を名乗るのは藩主のみとなった。

### 中世
- 戦国時代始めには、甲斐・信濃を領する武田氏に属していたが、岩村城城主であった遠山景任が病死すると織田氏に仕えた。これにより武田とは関係が悪化した。

### 近世・近代
- 苗木藩の藩祖は、遠山友政である。友政は父の遠山友忠とともに織田信長に従っていたが、信長死後の東美濃騒動、さらに徳川家康に与したために所領を失い、苗木は河尻秀長の所領となった。慶長5年（1600年）の関ヶ原の戦いで河尻秀長は西軍に与したため、戦後に所領を没収され、代わって東軍に与して武功を挙げた友政に10,500石が与えられてここに、苗木藩が立藩したのである。友政は、大坂冬の陣では桑名城の守備、大坂夏の陣では松平忠明に属して武功を挙げ、元和5年（1619年）12月19日、苗木で死去した。豊臣秀吉の家臣の森氏に苗木城を奪われた遠山友政は、関ヶ原の戦いに際し西軍方の苗木城主の川尻直次と岩村城主の田丸具忠を攻め開城させた。これにより東濃地方は徳川方の勢力下に入った。友政のこの働きが認められ、徳川家康から恵那郡と加茂郡の46村、10,521石余りを安堵された。その後、2代秀友・3代友貞は土地開発に力を尽くし、家臣団の編成も進め、苗木領の基礎が確立した。
- 苗木藩成立当時の苗木領の石高は10,521石だったが、享保17年（1732年）、この内の500石を幕府に返上することになり、下野村などが天領になった。
- 藩政においては幕府の相次ぐ手伝い普請や軍役などにより財政窮乏が早くから始まる。このため新田開発を行なって4286石の新田を開発したが、第5代藩主の遠山友由の大坂加番による出費などもあって財政の改善には至らなかった。歴代藩主は藩政維持のため、厳しい倹約令を出し、天保年間には給米全額の借り上げを行なうなどした。
- 最後の藩主の遠山友禄は文久元年（1861年）に若年寄となり、さらに大坂警備も任されたが、そのため出費がさらに重なって財政は火の車となる。友禄は五種類の藩札発行による改革を図ったが、元治元年（1865年）に2度目の若年寄就任、慶応元年（1865年）に第2次長州征伐にも参加したことによる軍費から、遂に財政は破綻した。明治維新後、14万両あった藩の借金は、苗木城破却に伴う建材や武具などの売却、藩士全員を強制的に帰農、家禄を返還させ、帰農法に基づいて政府から支給される扶持米を3年間返上させること、藩知事遠山友禄の家禄の全額を窮民救済と藩の経費とすることにより、明治4年（1871年）には5万2600両までに縮小した。
- 維新直後においては、平田篤胤の平田派国学の影響を受けた青山景通・青山直通親子が先頭に立って藩政改革が図られ、苗木藩領内で徹底した廃仏毀釈を実行し、苗木遠山氏は菩提寺である雲林寺と藩内の全ての寺院を取り壊した。
- 明治2年（1869年）苗木藩主の遠山友詳（友禄）が版籍奉還により藩知事となる。
- 明治4年（1871年）廃藩置県により版籍奉還によって苗木藩は廃藩となり、苗木県となる。遠山友詳（友禄）は華族となる。
- 明治17年（1884年）7月7日華族授爵ノ詔勅により、遠山友詳（友禄）は子爵となる。

## 苗木藩の領地
- 恵那郡--6,318石4斗餘

日比野村・上地村・瀬戸村・坂下村・上野村・田瀬村・下野村の一部・福岡村・高山村・蛭川村・中野方村・毛呂窪村・姫栗村
- 加茂郡--3,703石3斗2升3合

河合村・飯地村・峯村・下立村・福地村・赤河村・切井村・犬地村・上田村・広野村・若松村・名倉村・油井村・宇都尾村・田島村・中屋村・須崎村・柏本村・久須見村・宮代村・大沢村・下野村・神土村・越原村・有本村・室原村・久田島村・成山村・徳田村・黒川村

## 家紋
- 主紋：丸に二引き

## 一族
- 館林遠山氏 - 苗木遠山氏の弥右衛門景利を祖とする。榊原康政に仕えて500石を得る。

## 苗木藩主
- 遠山友政（ともまさ）
- 遠山秀友（ひでとも）従五位下 刑部少輔
- 遠山友貞（ともさだ）従五位下 信濃守
- 遠山友春（ともまさ）従五位下 和泉守
- 遠山友由（ともよし）従五位下 伊予守
- 遠山友将（ともまさ）従五位下 豊前守
- 遠山友央（ともなか）従五位下 和泉守
- 遠山友明（ともあき）従五位下 丹後守、佐渡守
- 遠山友清（ともきよ）従五位下 出羽守、和泉守
- 遠山友随（ともより）従五位下 近江守
- 遠山友寿（ともひさ）従五位下 刑部少輔、美濃守
- 遠山友詳（ともあき）のち、遠山友禄（ともよし） 従五位下 刑部少輔、豊前守、美濃守　子爵

## 菩提寺
- 廣恵寺
- 雲林寺 (中津川市)